# Roy Winkelmann Racing
Roy Winkelmann Racing – były amerykański zespół wyścigowy, założony w 1964 roku przez Roya Winkelmanna. Roy Winkelmann Racing był jednym z najbardziej utytułowanych zespołów Formuły 2 lat 60. i wypromował między innymi Jochena Rindta, który dla tego zespołu i Jochen Rindt Racing wygrał w Formule 2 29 wyścigów. Zespół okazyjnie ścigał się także w Formule 1, brał udział również w zawodach Formuły 3.

## Wyniki w Formule 1
| Legenda oznaczeń w tabelach wyników Wyświetl szablon na nowej stronie | Legenda oznaczeń w tabelach wyników Wyświetl szablon na nowej stronie                                                                     |
| Oznaczenie                                                            | Wyjaśnienie |
| --------------------------------------------------------------------- | --- |
| Złoty                                                                 | Zwycięzca lub mistrzostwo |
| Srebrny                                                               | 2. miejsce lub wicemistrzostwo |
| Brązowy                                                               | 3. miejsce lub II wicemistrzostwo |
| Zielony                                                               | Ukończył, punktował (w klasyfikacji generalnej, gdy zdobył co najmniej jeden punkt na przestrzeni sezonu, poza trzema powyższymi opcjami) |
| Niebieski                                                             | Ukończył, nie punktował (w klasyfikacji generalnej, gdy nie zdobył co najmniej jednego punktu na przestrzeni sezonu)                      |
| Czerwony                                                              | Nie zakwalifikował się (NZ) |
| Czerwony                                                              | Nie prekwalifikował się (NPK) |
| Różowy                                                                | Nie ukończył (NU) |
| Różowy                                                                | Niesklasyfikowany (NS) (w klasyfikacji generalnej, gdy nie został sklasyfikowany w żadnym wyścigu sezonu)                                 |
| Czarny                                                                | Zdyskwalifikowany (DK) |
| Czarny                                                                | Wykluczony (WYK/EX) |
| Biały                                                                 | Nie wystartował (NW) |
| Biały                                                                 | Kontuzjowany (K/INJ) |
| Biały                                                                 | Wyścig odwołany (OD/C) |
| Bez koloru                                                            | Został wycofany (WYC/WD) |
| Bez koloru                                                            | Nie przybył (NP/DNA) |
| Bez koloru                                                            | Nie brał udziału w treningach (NT/DNP) |
| Bez koloru                                                            | Nie został zgłoszony (–) |
| Pogrubienie                                                           | Start z pole position |
| Kursywa                                                               | Najszybsze okrążenie wyścigu |
| †                                                                     | Nie ukończył, ale jego rezultat został zaliczony ze względu na przejechanie więcej niż 90% dystansu wyścigu.                              |
| *                                                                     | Sezon w trakcie |
| 1/2/3                                                                 | Punktowana pozycja w sprincie kwalifikacyjnym                                                                                             |
| Lista systemów punktacji Formuły 1                                    | |

| Sezon | Samochód     | Silnik  | Opony | Kierowcy       | Wyniki w poszczególnych eliminacjach | Wyniki w poszczególnych eliminacjach | Wyniki w poszczególnych eliminacjach | Wyniki w poszczególnych eliminacjach | Wyniki w poszczególnych eliminacjach | Wyniki w poszczególnych eliminacjach | Wyniki w poszczególnych eliminacjach | Wyniki w poszczególnych eliminacjach | Wyniki w poszczególnych eliminacjach | Wyniki w poszczególnych eliminacjach | Wyniki w poszczególnych eliminacjach |
| ----- | ------------ | ------- | ----- | -------------- | ------------------------------------ | ------------------------------------ | ------------------------------------ | ------------------------------------ | ------------------------------------ | ------------------------------------ | ------------------------------------ | ------------------------------------ | ------------------------------------ | ------------------------------------ | ------------------------------------ |
| 1966  | Brabham BT18 | Ford R4 | D     |                | MCO                                  | BEL                                  | FRA                                  | GBR                                  | NLD                                  | DEU                                  | ITA                                  | USA                                  | MEX                                  |                                      |                                      |
| 1966  | Brabham BT18 | Ford R4 | D     | Hans Herrmann  |                                      |                                      |                                      |                                      |                                      | 11                                   |                                      |                                      |                                      |                                      |                                      |
| 1966  | Brabham BT18 | Ford R4 | D     | Alan Rees      |                                      |                                      |                                      |                                      |                                      | NU                                   |                                      |                                      |                                      |                                      |                                      |
| 1967  | Brabham BT23 | Ford R4 | ?     |                | ZAF                                  | MCO                                  | NLD                                  | BEL                                  | FRA                                  | GBR                                  | DEU                                  | CND                                  | ITA                                  | USA                                  | MEX                                  |
| 1967  | Brabham BT23 | Ford R4 | ?     | Alan Rees      |                                      |                                      |                                      |                                      |                                      |                                      | 7                                    |                                      |                                      |                                      |                                      |
| 1969  | Lotus 59B    | Ford R4 | F     |                | ZAF                                  | ESP                                  | MCO                                  | NLD                                  | FRA                                  | GBR                                  | DEU                                  | ITA                                  | CND                                  | USA                                  | MEX                                  |
| 1969  | Lotus 59B    | Ford R4 | F     | Hans Herrmann  |                                      |                                      |                                      |                                      |                                      |                                      | WD                                   |                                      |                                      |                                      |                                      |
| 1969  | Lotus 59B    | Ford R4 | F     | Rolf Stommelen |                                      |                                      |                                      |                                      |                                      |                                      | 8                                    |                                      |                                      |                                      |                                      |